# Hojkov
Hojkov är en ort i Tjeckien.   Den ligger i regionen Vysočina, i den centrala delen av landet, 110 km sydost om huvudstaden Prag. Hojkov ligger 657 meter över havet och antalet invånare är 151.
Terrängen runt Hojkov är platt. Runt Hojkov är det ganska tätbefolkat, med 54 invånare per kvadratkilometer. Närmaste större samhälle är Jihlava, 12,9 km öster om Hojkov. I omgivningarna runt Hojkov växer i huvudsak blandskog.